# Assassinat de Lokman Slim

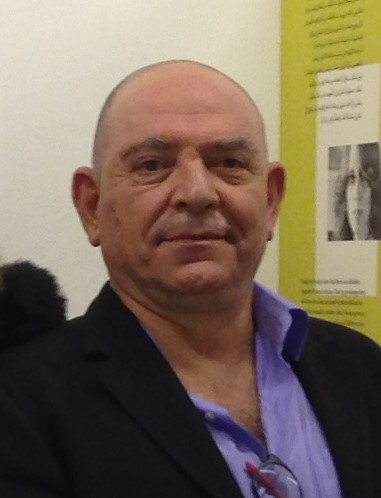
Lokman Slim (1962-2021)

L'assassinat de Lokman Slim, intellectuel, éditeur, archiviste et cinéaste libanais connu pour son opposition au Hezbollah, a eu lieu le 3 février 2021 dans le sud du Liban. Ce crime a provoqué une forte émotion dans le pays. Quatre ans plus tard, les coupables n'ont pas été arrêtés. En décembre 2024 le juge chargé du dossier décide la suspension de l'enquête.
Lokman Slim a été assassiné peu de temps après avoir mis en cause l'implication du régime syrien de Bachar al-Assad, soutien du Hezbollah, dans le stockage de centaines de tonnes de nitrate d'ammonium qui sont à l'origine de la dévastatrice explosion au port de Beyrouth le 4 août 2020. L'assassinat est souvent inscrit par les observateurs dans une série de morts suspectes de personnes qui détenaient des informations sensibles relatives à ces stocks d'agents explosifs. L'enquête sur l'explosion du port a été entravée et les responsables de cette tragédie n'ont toujours pas été jugés.
Des experts de l'ONU et des organisations internationales de défense des droits humains soulignent la lenteur de l'enquête portant sur le meurtre de Lokman Slim.
L'impunité accordée aux coupables réveille le souvenir de très nombreux assassinats politiques au Liban depuis les années 1970 dont les auteurs n'ont jamais été condamnés.

## Assassinat

### Circonstances
Dans la nuit du 3 février 2021, Lokman Slim, qui devait regagner en voiture son domicile à Beyrouth, après une visite à un ami dans le district de Tyr, ne donne plus de nouvelles. Sa voiture est retrouvée à Addoussiyeh, dans le district de Saïda, près de l'autoroute Tyr-Saïda. Son corps, criblé de cinq balles dans la tête et une dans le dos, gît à l'intérieur.
Le meurtre provoque l'indignation au Liban,, et des réactions internationales.
Selon des journalistes, le Hezbollah semble avoir commandé le meurtre,. Lokman Slim était réputé pour sa critique franche et sans concession de ce mouvement islamiste. Des experts mandatés par le Conseil des droits de l'homme des Nations unies ont rappelé qu'avant sa mort, l'intellectuel libanais avait été la cible de menaces et d'une campagne de harcèlement. En décembre 2019, la façade de son domicile à Haret Hreik, dans la banlieue de Beyrouth, avait été couverte de « messages du Hezbollah l'avertissant que son « heure viendra » ». Lokman Slim avait alors désigné à l'opinion publique le Hezbollah et Amal comme responsables de malheurs qui pourraient éventuellement l'atteindre,,,.
La région où le corps de Lokman Slim a été découvert est un fief du Hezbollah.
Après l'annonce du décès, Jawad Nasrallah, le fils du chef du Hezbollah, écrit sur twitter : « La perte de certaines personnes est en fait un gain imprévu #notsorry » (« aucun regret »). Peu de temps après il efface le tweet, dont il affirme qu'il ne faisait pas allusion à Lokman Slim.

### Allégations d'assassinats liés à l'explosion du 4 août 2020

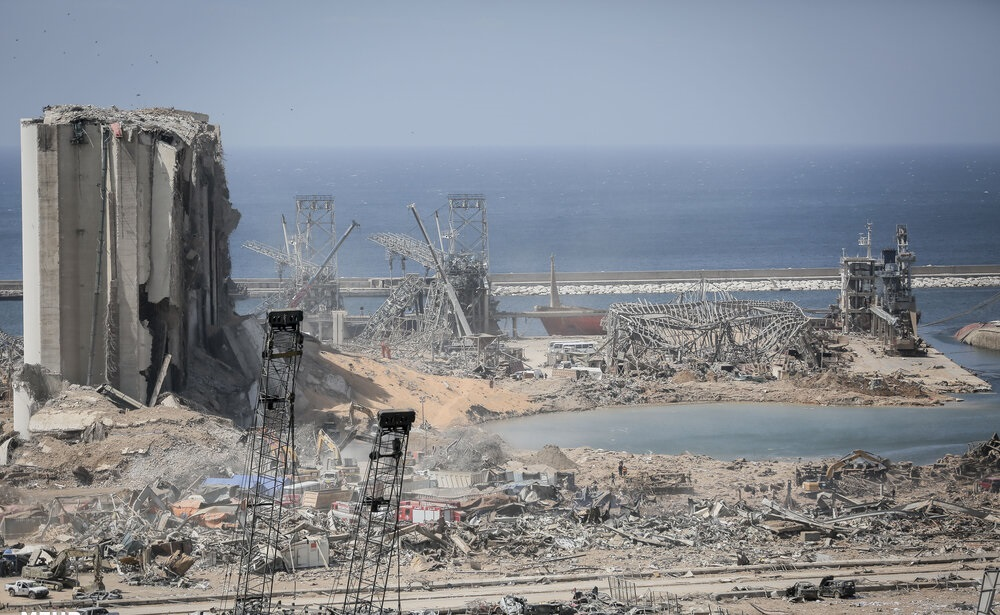
Le cratère d'explosion (au premier plan) et le silo à grains du port de Beyrouth (à l'extrême gauche de la photo) après la catastrophe.

Le 4 août 2020, l'explosion de 550 tonnes de nitrate d'ammonium au port de Beyrouth tue 220 personnes, en blesse 6500, et cause dans la capitale libanaise des destructions à grande échelle - dont le coût est estimé à 4 milliards d’euros par la Banque mondiale. L'enquête révèle rapidement que 2750 tonnes de nitrate d'ammonium avaient été entreposées depuis 2013 dans le port, et qu'ainsi, 2200 tonnes avaient été prélevées en sept ans. Le nitrate d'ammonium est souvent utilisé comme engrais mais sert aussi à fabriquer des explosifs.
Lokman Slim déclare dans un entretien accordé à la télévision saoudienne Al-Hadath, en janvier 2021 - vingt jours avant d'être assassiné - que le Hezbollah a conservé  à Beyrouth ces quantités colossales de nitrate d’ammonium à la demande du régime syrien de Bachar al-Assad - engagé depuis 2011 dans une guerre civile meurtrière,,,.
Trois autres personnes en possession d'informations sur cette affaire sont mortes dans des circonstances suspectes : l'officier des douanes Joseph Skaff, auteur d'une lettre en 2014 alertant les autorités sur le danger que représente un stock de nitrate d'ammonium dans un hangar du port, et décédé à la suite d'une agression en 2017 ; le colonel des douanes Mounir Abou Rjeily, coauteur de la lettre de 2014, tué au cours d'une agression le 2 décembre 2020, ; le photographe Joe Bejjani, qui avait pris en 2017 des photos du hangar où s'est produite l'explosion, assassiné le 21 décembre 2020,. Aucun suspect n'a été désigné dans les enquêtes sur ces trois décès.
L'enquête sur l'explosion dans le port de Beyrouth se heurte aux obstacles que lui opposent les gouvernants du pays, possiblement impliqués dans le scandale. Ainsi le premier juge chargé de l'enquête, Fadi Sawwan, est-il démis de ses fonctions en février 2021, tandis que le deuxième, Tarek Bitar est poursuivi en janvier 2023 « pour insubordination ».

## Enquête

### Procureur Rahif Ramadan, février-octobre 2021
En février 2021, le procureur près la cour d’appel du Liban-Sud chargé de l'enquête est Rahif Ramadan, proche de Nabih Berri - Nabih Berry étant l'allié du Hezbollah, le chef de parti Amal, et le président de la Chambre des députés. Le procureur confie la collecte d'indices, dans un premier temps, à un poste de police locale, non aux Forces de sécurité intérieure, réputées pour leur compétence. Les renseignements des Forces de sécurité intérieure sont sollicités une semaine plus tard. Le procureur saisit ensuite le juge d’instruction du Liban-Sud Marcel Haddad afin qu'il mène une enquête judiciaire.
En mai 2021, Rahif Ramadan clôt l'enquête sans que la justice ait procédé à aucune arrestation, alléguant l'impossibilité, faute de preuves, d'identifier un coupable.
L'ONG Legal Agenda, qui se donne pour mission de promouvoir l'État de droit au Liban, critique dès février 2021 la désignation d'un procureur tel que Rahif Ramadan, qui est juge et partie, du fait de ses liens avec Nabih Berri ; l'ONG exprime la crainte qu'en raison de ce « conflit d'intérêt » « les preuves soient dissimulées et l’enquête induite en erreur; ou vidée de toute substance pour dissimuler la vérité ».
Le dossier est retiré du Liban-Sud et transféré à un juge d’instruction à Beyrouth, sur ordre du procureur général près la Cour de cassation, Ghassan Oueidate, pour « protéger l’enquête et éviter la déstabilisation de la sécurité publique ».

### Le juge Charbel Abi Samra, octobre 2021-novembre 2023
Le juge Charbel Abi Samra prend en charge l'enquête dès octobre 2021, jusqu'à son départ à la retraite en novembre 2023. Dans cet intervalle, seuls 3 témoins ont été convoqués.
En janvier 2023, le magistrat adresse des commissions rogatoires à l’Allemagne et à la Force intérimaire des Nations unies au Liban les autorisant à collecter des éléments de preuve. Les enquêteurs allemands avaient pour mission notamment d'extraire dans la voiture de Lokman Slim l’ADN permettant d'identifier les auteurs du crime. Quant à la Finul, il lui était demandé de fournir éventuellement des images filmées, le meurtre ayant été perpétré dans une zone du Liban Sud où elle est active.

### Le juge Bilal Halawi, depuis décembre 2023
Le juge Bilal Halawi prend en charge l'enquête à son tour. Il aurait contribué à « bloquer les efforts visant à obtenir une coopération internationale ».
Le juge de Bilal Halawi annonce que le dossier est clos, le 5 décembre 2024, tant que «de nouveaux éléments» n'apparaissent pas. Aucune interpellation n'a eu lieu, en quatre ans, les preuves recueillies ayant été jugées insuffisantes.

## Experts de l'ONU
En mars 2021, des experts de l'ONU, dont la Rapporteure spéciale de l'ONU sur les exécutions extrajudiciaires, sommaires ou arbitraires, Agnès Callamard, jugent regrettable qu'un mois après l'assassinat, « les mesures d'investigation menées au niveau national n'aient pas encore eu de résultats significatifs », ce qui suscite, disent ces experts, « des inquiétudes concernant l'efficacité de l'enquête » ; ils appellent à « garantir l'indépendance et l'impartialité de l'enquête ».
En février 2023 des rapporteurs spéciaux de l’ONU alertent au sujet de « la lenteur des progrès » de l’enquête portant sur l’assassinat de Lokman Slim. Ils soulignent l'absence d'identification de quelque personne que ce soit impliquée dans le meurtre, après deux ans d'investigations. Ils s'inquiètent des conséquences de cette impunité sur la société civile, qui peut être amenée, après une trop longue attente, à « s’autocensurer ».

## Organisations internationales de défense des droits humains
En février 2022 Human Rights Watch affirme dans un rapport que « l'enquête sur l'assassinat de Lokman Slim ainsi que trois autres enquêtes sur des meurtres politiquement sensibles ont échoué », et met en doute la volonté des forces de sécurité intérieures libanaises de mener à bien une investigation sérieuse à leur sujet. Selon Aya Majzoub, chercheuse de Human Rights Watch au Liban, l'enquête sur l'assassinat de Slim est« criblée de violations de procédure ». Ainsi la scène du crime n'a pas été protégée ; les vidéos et photographies montrent des hommes toucher la voiture de la victime, l'un d'eux la conduire pour la faire avancer sur une courte distance, et un autre y monter, sans la moindre précaution. Selon le rapport, « les meurtres non résolus et les enquêtes bâclées sur les homicides rappellent la dangereuse faiblesse de l'État de droit au Liban face à des élites irresponsables et à des groupes armés ».
En février 2023 Amnesty International affirme que « Lokman Slim est victime d'une impunité qui sévit depuis des décennies au Liban » et que« les efforts superficiels déployés par les autorités libanaises pour retrouver ses assassins en sont une preuve supplémentaire ».

## Assassinats politiques au Liban
Les assassinats d'autres personnalités libanaises comme ceux - généralement attribués au régime syrien des Assad - de Mohammed Chatah, de Gebran Tuéni, Samir Kassir, ont reçu un traitement similaire ; les enquêtes au sujet de ces crimes sont à l'arrêt sans avoir conduit à aucun jugement. Il en va de même de l'explosion au port de Beyrouth, pour laquelle aucune condamnation n'a été prononcée.
Le nom de Lokman Slim s’ajoute, selon RFI, à « la longue liste d’assassinats de journalistes restés impunis au Liban », mais aussi à celle de « d'hommes politiques, d'universitaires, de religieux et de militants, dont les auteurs restent inconnus. Le dernier de ces crimes est l’explosion du port de Beyrouth, le 4 août 2020 »,.
Parmi les causes de l'impunité figurent l’effondrement du système judiciaire libanais et l’ingérence politique. Selon l'analyse de la journaliste libanaise Ghinwa Yatim, la désignation des hauts fonctionnaires du système judiciaire est, dans les faits, sous le contrôle des dirigeants politiques.